# 安东尼乌斯·费利克斯
安东尼乌斯·费利克斯（拉丁語：Antonius Felix）古罗马帝国猶太行省第四任总督，新约圣经《使徒行传》提及过他，使徒保罗被带到他面前受审。